# Припливні станції (роман)
«Припливні станції» (англ. Stations of the Tide) — науково-фантастичний роман американського письменника Майкла Свонвіка. До публікації у книжковій формі в 1991 році він був серіалізований в журналі «Азімовз сайнс фікшн» у двох частинах, починаючи з середини грудня 1990 року.

## Сюжет
Сюжет роману розповідає нам історію бюрократа з Департаменту трансферу технологій, який зобов'язаний в силу своєї діяльності спуститися на поверхню Міранди, щоб полювати на фокусника, який контрабандно заборонив технологію минулого орбітального ембарго, і притягнути його до відповідальності перед тим, як світ почне трансформуватися під впливом Ювілейних припливів.

## Нагороди
| Рік  | Нагорода                                   | Результат |
| ---- | ------------------------------------------ | --------- |
| 1991 | «Неб'юла»                                  | Перемога  |
| 1992 | «Г'юго»                                    | Номінація |
| 1992 | «Меморіальна премія імені Джона Кемпбелла» | Номінація |
| 1993 | «Премія Артура Кларка»                     | Номінація |